# 太平洋帆乌贼
太平洋帆乌贼（学名：Histioteuthis celetaria pacifica），是管鱿目帆乌贼科Histioteuthis属的一种。主要分布于中国大陆，常栖息在水深1100米。